# Carbonatita
Las carbonatitas son rocas ígneas extrusivas o intrusivas definidas por tener en sobre 50 % de su masa constituida de minerales tipo carbonato.
Se encuentran asociadas a cuerpos básicos y ultrabásicos que aparecen relacionados con las kimberlitas y lamproítas. Comparten con las kimberlitas características genéticas aunque no se expliquen las relaciones entre ambos depósitos.
Tienen carbonatos como calcita, dolomita mayor al 50 % y además tienen apatita, zircón y diversas tierras raras.